# ناحیه سوث هومر، شهرستان شمپین، ایلینوی
ناحیه سوث هومر، شهرستان شمپین، ایلینوی (به انگلیسی: South Homer Township) یک منطقهٔ مسکونی در ایالات متحده آمریکا است که در شهرستان شمپین، ایلینوی واقع شده‌است. ناحیه سوث هومر ۱٬۶۰۱ نفر جمعیت دارد و ۲۰۴ متر بالاتر از سطح دریا واقع شده‌است.